# Chaeta

Die Chaetae sitzen bei den Polychaeten an den Parapodien (Notopodium und Neuropodium)

Die Chaetae (3) der Oligochaeten sitzen ventrolateral und dorsolateral an der Körperwand

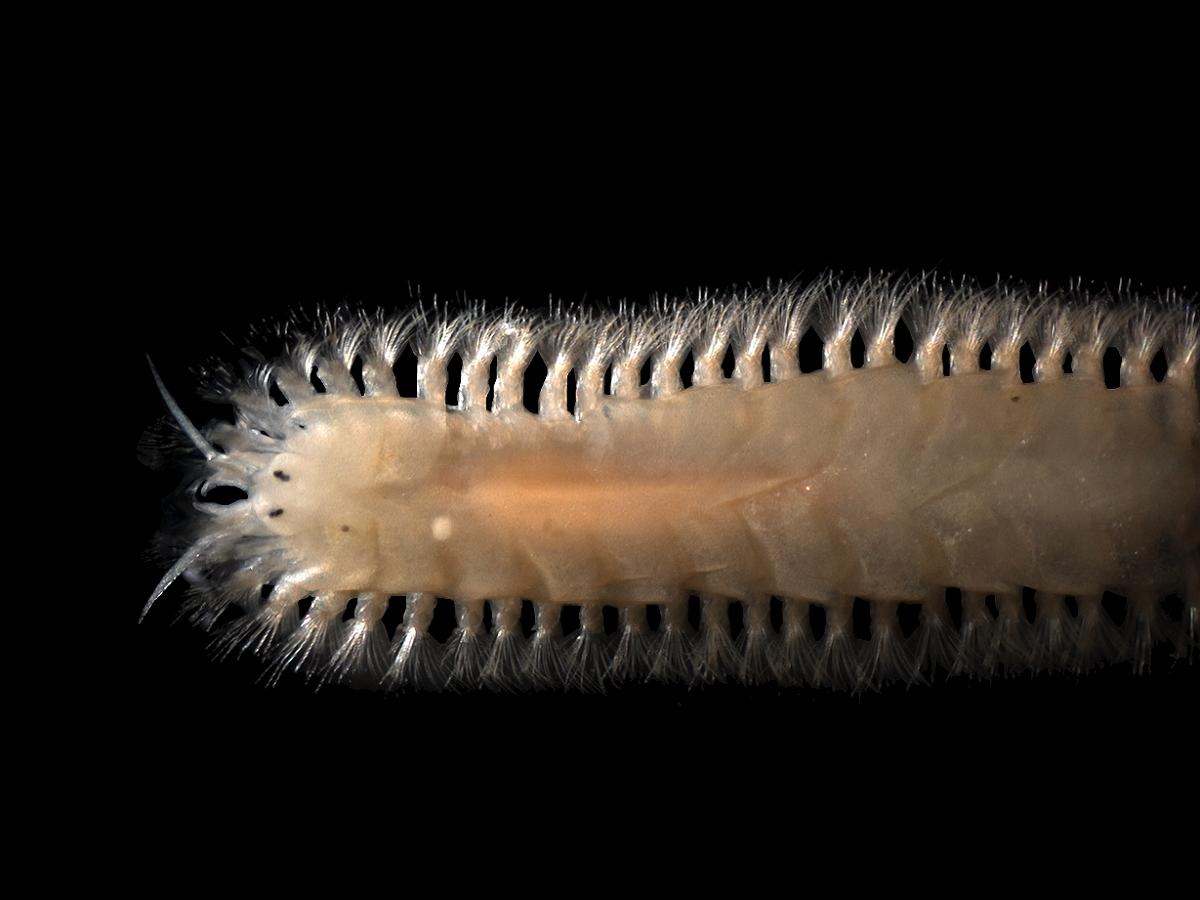
Der Borstenwurm Sthenelais boa mit deutlich sichtbaren, an den Parapodien sitzenden Chaetae

Als Chaeta (griechisch χαίτη chaítē), Mehrzahl Chaetae (χαῖται chaîtai), bisweilen auch Seta, Mehrzahl Setae, werden die für Polychaeten und Oligochaeten charakteristischen Borsten bei Ringelwürmern bezeichnet, die aus Chitin bestehen und von Taschen der Körperwand – bei den Polychaeten an den Parapodien – gebildet werden und aus diesen nach außen ragen.
Die Borsten der Ringelwürmer bestehen aus Protein und faltblattartigem β-Chitin, die von ektodermalen Zellen in den als Borstenfollikel bezeichneten Körperwandtaschen sowie von einer auch als Chaetoblast bezeichneten, viele zelluläre Ausläufer aufweisenden Basalzelle abgeschieden werden. Die Borsten bestehen aus einer äußeren, vom Borstenfollikel produzierten Rinde und einem inneren Mark, das dem Chaetoblasten entstammt. Freiräume zwischen den Ausläufern des Chaetoblasten führen dazu, dass sich auch in der Borste ein charakteristischer Hohlraum und so eine röhrenartige Struktur bildet. Ist die Borste fertig ausgebildet, stirbt der Chaetoblast ab.
Bei den Polychaeten sind verschiedene Merkmalsausprägungen der Borsten entscheidend für die Artbestimmung. Dabei kommen in einer Art meist verschiedene Typen von Borsten an den unterschiedlichen Segmenten eines Individuums vor. Nahezu alle Arten weisen ungegliederte (gelenklose), spitz zulaufende haarförmige Borsten auf, die auch als Kapillaren (kapillarartige Borsten) bezeichnet werden. Sie können eine glatte Oberfläche haben oder auch selbst fein behaart oder mit Widerhaken besetzt sein. Daneben gibt es stachelförmige, hakenförmige, beilförmige, federartige und kammartige Chaetae. Bei vielen Arten gibt es zudem zweigliedrige Borsten mit einem Gelenk.
Dicke Borsten, die bei manchen Vielborstern als Innenskelett der Parapodien dienen, werden als Acicula (Mehrzahl Aciculae) bezeichnet.
Die Chaetae sind ein wichtiges Bestimmungsmerkmal innerhalb der Anneliden und namensgebend für die Vielborster (Polychaeta) mit ihren zahlreichen, an den Parapodien sitzenden Borsten sowie für die Wenigborster (Oligochaeta), die nur wenige Borsten aufweisen. Unter den Egeln (Hirudinea) besitzen nur die Borstenegel (Acanthobdellida) Borsten, während die übrigen Egel borstenlos sind.
Die Borsten unterstützen die Annelliden bei der Fortbewegung und der Wahrnehmung mechanischer Reize. Darüber hinaus gibt es beispielsweise bei den Feuerborstenwürmern abbrechende giftige Borsten, die der Feindabwehr dienen.